# آفات انباری ایران و طرق مبارزه با آنها
آفات انباری ایران و طرق مبارزه با آنها کتابی از حسین سپاسگزاریان است که در سال ۱۳۴۵ منتشر و برندهٔ جایزه کتاب سال سلطنتی شد.